# Дос Сантос Гонсалвес, Эвертон Кемпес
Эвертон Кемпес дос Сантос Гонсалвес (порт.-браз. Everton Kempes dos Santos Gonçalves; 3 августа 1982, Карпина, Пернамбуку — 28 ноября 2016, Серро-Гордо, Ла-Уньон, Антьокия, Колумбия), известный как просто Кемпес (порт. Kempes) — бразильский футболист, выступавший на позиции нападающиего. Погиб в авиакатастрофе BAe 146 под Медельином.

## Биография
Получил своё второе имя в честь известного аргентинского футболиста Марио Кемпеса. Во время своей карьеры использовал это имя как основное.
На взрослом уровне Кемпес сменил 14 клубов до своего прихода в «Шапекоэнсе». Дебютировал в 2004 году в составе «Параны» и сыграл два матча в Серии А. Затем несколько лет выступал за небольшие клубы, игравшие на уровне чемпионатов штатов, в том числе в 2006 году в составе «Витории» стал чемпионом штата Эспириту-Санту. В 2008 году вернулся в Серию А, подписав контракт с «Ипатингой», и забил свой первый гол на высшем уровне.
В 2009 году подписал контракт с «Португезой», в её составе регулярно играл первые полтора сезона, а затем отдавался в аренду другим клубам. В 2011 году провёл удачный для себя сезон в составе «Америка Минейро», забив 13 голов в 32 матчах Серии А и заняв седьмое место в споре бомбардиров, однако его клуб вылетел из Серии А. В 2012 году впервые выступал за иностранный клуб — японский «Сересо Осака» из Джей-лиги.
В 2013 году подписал постоянный контракт с клубом второго японского дивизиона «ДЖЕФ Юнайтед Итихара Тиба». В своём первом сезоне забил 22 гола в 38 матчах и стал лучшим бомбардиром турнира, опередив на три мяча ближайшего преследователя Такаси Усами. На следующий сезон забил 13 голов, а его клуб боролся за выход в высший дивизион, но уступил в финальном матче плей-офф.
В 2015 году форвард вернулся в Бразилию и присоединился к клубу «Жоинвиль». На следующий год перешёл в другую команду того же штата — «Шапекоэнсе», и выиграл чемпионат штата, обыграв в финале свой прежний клуб. В том же сезоне стал обладателем (посмертно) Южноамериканского кубка. Всего в своём последнем сезоне Кемпес забил 16 голов, в том числе 9 — в Серии А.
28 ноября 2016 года погиб в авиакатастрофе под Медельином вместе с практически всем составом и тренерским штабом клуба в полном составе, который летел на первый финальный матч ЮАК-2016 с «Атлетико Насьоналем».
Тело Эвертона Кемпеса было кремировано в Порту-Алегри. У футболиста осталась 34-летняя вдова Ванесса и двое детей — семилетний сын Жуан Габриэл и дочь Жулия, которой 10 декабря 2016 года исполнилось три года.

## Достижения
- Чемпион штата Санта-Катарина (1): 2016
- Чемпион штата Эспириту-Санту: 2006
- Лучший бомбардир второго дивизиона Японии: 2013 (22 гола)
- Обладатель Южноамериканского кубка (1): 2016 (посмертно, по просьбе соперников[5])